# 蘇原花園町
蘇原花園町（そはらはなぞのちょう）は、岐阜県各務原市の地名。現行行政町名は蘇原花園町一丁目から蘇原花園町四丁目。

## 地理
各務原市の蘇原地区に属する。町域の東部は蘇原申子町、西部は那加巾下町、那加前洞新町、南部は那加不動丘、入会町、那加巾下町、北部は蘇原瑞穂町に接する。
地名は「花園のように美しい町」という意味が込められている。
町域の西部には新境川が流れる。
道路
- 県道93号川島三輪線
- いちょう通り
- かえで通り

## 歴史
1968年（昭和43年）8月31日、蘇原伊吹町の一部、那加前洞町の一部をもって蘇原花園町を設置する。

## 世帯数と人口
2024年（令和6年）10月1日現在の世帯数と人口は以下の通りである。
| 丁目             | 世帯数  | 人口    |
| ---------------- | ------- | ------- |
| 蘇原花園町一丁目 | 104世帯 | 265人   |
| 蘇原花園町二丁目 | 64世帯  | 134人   |
| 蘇原花園町三丁目 | 157世帯 | 335人   |
| 蘇原花園町四丁目 | 232世帯 | 520人   |
| 計               | 557世帯 | 1,254人 |

## 小・中学校の学区
市立小・中学校に通う場合、学区は以下の通りとなる。
| 番・番地等 | 小学校                   | 中学校               |
| ---------- | ------------------------ | -------------------- |
| 全域       | 各務原市立蘇原第一小学校 | 各務原市立蘇原中学校 |

## 交通
- 各務原市ふれあいバス那加線

## 主な施設
- イオンタウン各務原
- 子苑第一幼稚園